# Phoradendron virens
Phoradendron virens är en sandelträdsväxtart som beskrevs av C.T. Rizzini. Phoradendron virens ingår i släktet Phoradendron och familjen sandelträdsväxter. Inga underarter finns listade i Catalogue of Life.